# Vaulry
Vaulry ist eine französische Gemeinde in der Region Nouvelle-Aquitaine, im Département Haute-Vienne, im Arrondissement Bellac und im Kanton Bellac. 

## Lage
Sie grenzt im Nordosten an Berneuil und Breuilaufa, im Südosten an Chamboret, im Südwesten an Cieux und im Westen und im Nordwesten an Blond. Das Gemeindegebiet wird vom Flüsschen Glayeule tangiert.

## Geologie
Der Cieux-Vaulry-Granit ist eine Teil der Limousin-Tonalitlinie. Bei Vaulry gibt es Pharmakosiderit-Vorkommen.

## Bevölkerungsentwicklung
| Jahr      | 1962 | 1968 | 1975 | 1982 | 1990 | 1999 | 2008 | 2013 |
| --------- | ---- | ---- | ---- | ---- | ---- | ---- | ---- | ---- |
| Einwohner | 516  | 513  | 425  | 416  | 430  | 390  | 409  | 403  |

## Sehenswürdigkeiten

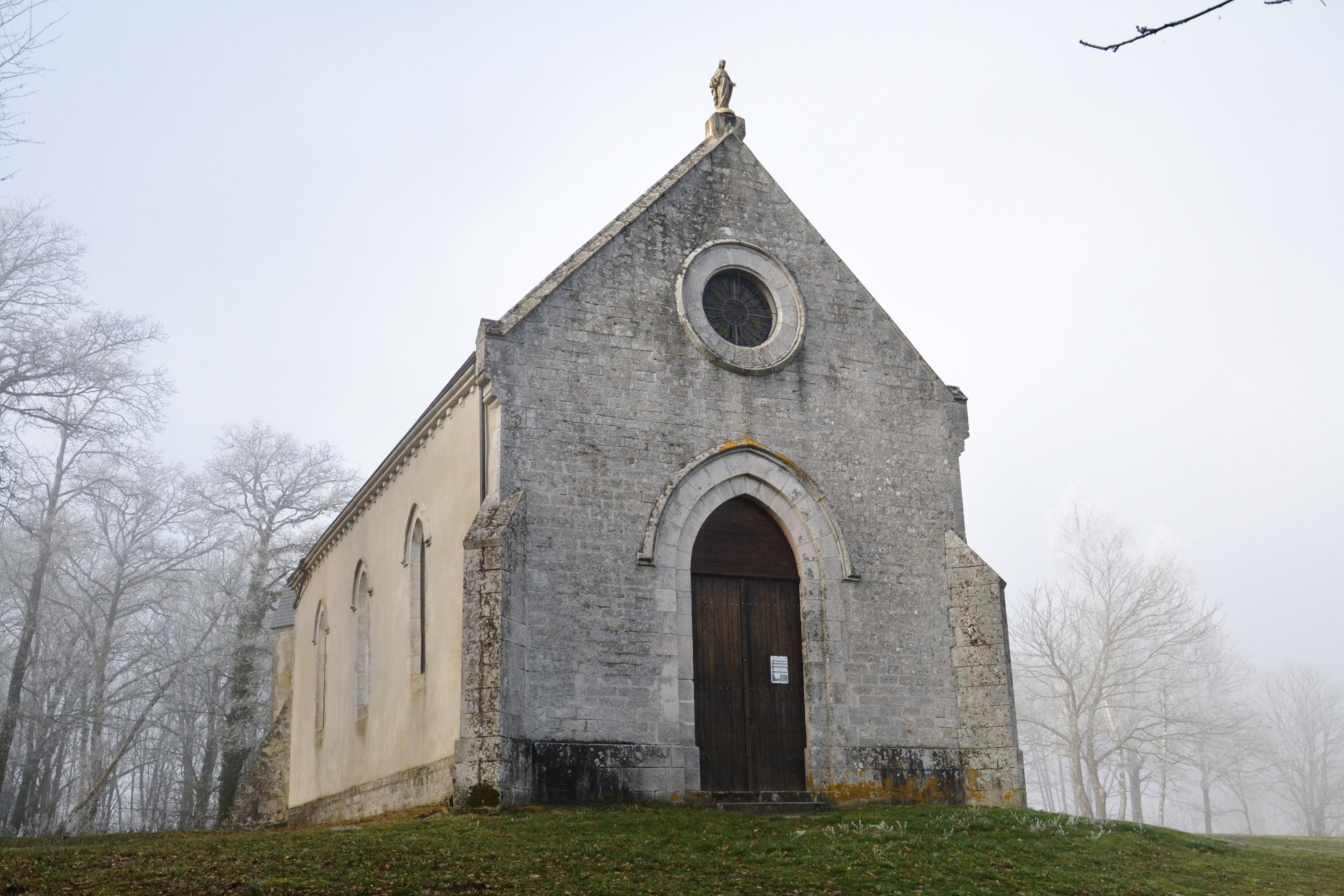
Kapelle Notre-Dame

- Kirche Saint-Bonnet
- Kapelle Notre-Dame